# Портрет Ізабелли д'Есте (Тіціан)
«Портрет Ізабелли д'Есте» (італ. Ritratto di Isabella d'Este) — картина венеційського живописця Тіціана (1490—1576). Створена приблизно у 1534—1536 роках. Зберігається у колекції Музею історії мистецтв у Відні.

## Опис
На полотні зображена Ізабелла д'Есте (1474—1539), герцогиня Мантуанська. У портреті Тіціан використав свої навички портретиста, створюючи портрет відомої красуні. До 1536 року, до моменту, коли вона побачила завершений портрет, одна з найбільш достойних захоплення і витончених жінок Відродження, була набагато старшою, аніж вона виглядає на портреті, і для того, щоб Тіціан міг зобразити герцогиню такою, якою вона була у молодості, він скористався її ранішнім портретом.
Елегантна Ізабелла зображена у тюрбані. Художнику вдалося наділити її рисами, які свідчать про її нервовий характер, що не терпить заперечень і завдяки яким згадуються її неабиякі здібності та владні манери.
Сама Ізабелла з приводу цього портрета сказала: «Він настілький хороший, що я маю сумнів, щоб у цьому віці я могла бути такою вродливою».